# Harijs Lēvenšteins
Harijs Lēvenšteins (* 19. Septemberjul. / 2. Oktober 1920greg. in Liepāja; † 1941) war ein lettischer Fußballspieler und Boxer.

## Karriere und Leben
Der in Liepāja geborene Lēvenšteins boxte mit guten Erfolgen und war lettischer Meister. Er war hauptberuflich als Verkäufer tätig. Seine Fußballkarriere begann Lēvenšteins bei Olimpija Liepāja. In der Saison 1937/38 wurde der Stürmer mit der Mannschaft lettischer Meister. 1938/39 verbrachte Lēvenšteins die Saison in Riga bei Hakoah, kehrte dann aber nach Liepāja zurück und wurde 1940 Vizemeister hinter dem RFK Riga. Nach dem Einmarsch der Roten Armee in Lettland während des Zweiten Weltkriegs war Lēvenšteins mindestens im Jahr 1941 für Dinamo Liepāja aktiv. Nach dem Angriff Deutschlands auf die Sowjetunion 1941 starb Lēvenšteins im selben Jahr im Holocaust.

## Weblink
- Lebenslauf bei kazhe.lv (lettisch)

| Personendaten    | Personendaten             |
| ---------------- | ------------------------- |
| NAME             | Lēvenšteins, Harijs       |
| ALTERNATIVNAMEN  | Levensteins, Harijs       |
| KURZBESCHREIBUNG | lettischer Fußballspieler |
| GEBURTSDATUM     | 2. Oktober 1920           |
| GEBURTSORT       | Liepāja, Lettland         |
| STERBEDATUM      | 1941                      |